# Успенский собор (Тверь)
Собор Успения Пресвятой Богородицы — одна из церквей Твери. Единственное сооружение, оставшееся от Успенского монастыря.

## История
Отроч монастырь был основан, предположительно, в начале XIII века. Первое упоминание о нём относится к 1206 году. По легенде, его основал некий отрок Григорий. По другой версии, основателями монастыря были иноки Киево-Печерской лавры.
В 1238 году его разорили татары, а в 1265 году тверской князь Ярослав III Ярославич приказал восстановить обитель.
Монастырь играл важную роль в истории Твери. Например, при Иване IV в нем заточили Максима Грека и митрополита Филиппа.
В конце XIII века в монастыре был построен первый каменный храм — Успенский собор, прозванный «Трехглавым». Он простоял в монастыре до начала XVIII века, после чего был разобран. Сохранился лишь фундамент старого собора.
На его месте в 1722 году возвели новый собор, который существует и сейчас. Он представляет собой типичный образец московского барокко. В плане храм выглядит как равносторонний крест. На средства архимандрита Тихона (Малинина) в 1799—1800 годах собор был украшен стенной живописью, созданной талантливым художником Матвеем Челповским.
В 1904 году к собору пристроили придел в честь преподобного Серафима Саровского.
В советскую эпоху храм и монастырь были закрыты. Когда в Твери строился Речной вокзал, Отроч монастырь был полностью разрушен. Уцелела лишь Успенская церковь. В последние годы существования СССР в храме размещались выставки Тверской картинной галереи.
В 1994 году церковь была отреставрирована и передана РПЦ. В 2005—2010 годах, несмотря на протесты общественности, полностью уничтожены старинные фрески. В настоящее время храм действующий, в нем проводятся регулярные богослужения.